# Jennifer Martiny
Jennifer BH Martiny es una ecóloga estadounidense, profesora de ecología y biología evolutiva en la Universidad de California, Irvine. Su investigación considera la diversidad microbiana en ecosistemas marinos y terrestres. En 2020 fue elegida miembro de la Asociación Estadounidense para el Avance de la Ciencia.

## Primeros años y educación
Martiny fue estudiante de pregrado en la Universidad de California, San Diego. Fue aquí donde se interesó por primera vez en la ecología. Durante un programa de estudios en el extranjero en Costa Rica, Martiny comenzó a trabajar en ecología tropical. Después de graduarse con su licenciatura, Martiny estudió la diversidad de aves y mariposas con Gretchen Daily. Se unió a la Universidad de Stanford como estudiante de posgrado, donde conoció los microbios. Su investigación doctoral consideró la distribución y pérdida de la biodiversidad. Martiny se quedó en Stanford como becaria postdoctoral, donde comenzó a trabajar con los microorganismos.

## Investigación y carrera
Martiny estudia los ecosistemas microbianos, tanto en la tierra como en el mar. Ella se enfoca en los mecanismos que regulan la diversidad microbiana y cómo esta diversidad impacta la función de los ecosistemas. En particular, Martiny estudia los virus oceánicos. Comenzó su carrera científica independiente en la Universidad de Brown, donde estableció su propio laboratorio en 2000. Aquí estudió la composición de los ensamblajes bacterianos y cómo esta composición impactaba la función de los ecosistemas. En Brown, desarrolló nuevas técnicas para estudiar las comunidades bacterianas en el campo; incluida la secuenciación de ADN. En particular, Martiny se centró en la diversidad bacteriana en las marismas saladas y en cómo estas comunidades bacterianas respondieron a los cambios en los ecosistemas. Las marismas saladas evaluadas por Martiny incluían marismas costeras, que actúan como filtros entre las aguas abiertas y los contaminantes de las pesquerías y sociedades cercanas.
En 2006, Martiny se trasladó a la Universidad de California, Irvine (UCI). Martiny se desempeña como Directora de la Iniciativa de Microbioma de la UCI. Ha investigado el impacto de la sequía en la diversidad microbiana del suelo. Al estudiar el suelo que se encuentra en los parques del condado de Orange, Martiny demostró que la falta de humedad puede provocar cambios en la representación de bacterias y hongos. Las razones de estos cambios en la composición no están claras y pueden ser que los microorganismos que no son aptos para condiciones secas pueden mutar. Para realizar estos experimentos, Martiny y Kathleen Treseder idearon una técnica llamada jaula microbiana. En este enfoque, el material vegetal muerto se encapsula con microbios en una membrana de nailon y las mediciones se registran a intervalos regulares. Fue anunciada como profesora visitante en la Universidad Técnica de Dinamarca en 2020.

## Premios y honores
- 2005 Fundación Gordon y Betty Moore[8]
- 2011 Academia Nacional de Ciencias Kavli Frontiers of Science Fellow[9]
- 2012 Profesor invitado de VELUX en la Universidad de Copenhague
- Miembro electo de 2017 de la Sociedad Ecológica de América[10]
- Miembro electo de 2017 de la Sociedad Estadounidense de Microbiología[11]
- 2017 Universidad de California, miembro del canciller[12]
- Miembro elegido 2020 de la Asociación Estadounidense para el Avance de la Ciencia[13][14]

## Publicaciones seleccionadas
- Whitmore, T. C.; Santisuk, T. (1989). «Putting Thailand on the Map-Almost!». Journal of Biogeography 16 (5): 495. ISSN 0305-0270. doi:10.2307/2845112.
- Baho, Didier L.; Peter, Hannes; Tranvik, Lars J. (19 de abril de 2012). «Resistance and resilience of microbial communities - temporal and spatial insurance against perturbations». Environmental Microbiology 14 (9): 2283-2292. ISSN 1462-2912. PMID 22513226. doi:10.1111/j.1462-2920.2012.02754.x.
- Hughes, Jennifer B.; Hellmann, Jessica J.; Ricketts, Taylor H.; Bohannan, Brendan J. M. (1 de octubre de 2001). «Counting the Uncountable: Statistical Approaches to Estimating Microbial Diversity». Applied and Environmental Microbiology (en inglés) 67 (10): 4399-4406. ISSN 0099-2240. PMC 93182. PMID 11571135. doi:10.1128/AEM.67.10.4399-4406.2001.